# Edouard Ivanov
Pour les articles homonymes, voir Edouard et Ivanov.
Temple de la renommée russe : 2014
Edouard Gueorguievitch Ivanov (né le 25 avril 1938 à Moscou en URSS, et mort le 15 janvier 2012 à  Moscou) est un joueur professionnel russe de hockey sur glace.

## Biographie

### Carrière en club
Il commence sa carrière professionnelle en championnat d'URSS avec le Khimik Moscou en 1955. En 1957, il rejoint les Krylia Sovetov puis le HK CSKA Moscou en 1962. Il remporte trois titres de champion national avec le club de l'armée. À partir de 1967, il porte les couleurs du VVS MVO Moscou. En 1970, il met un terme à sa carrière. Il termine avec un bilan de 300 matchs et 40 buts en élite.

### Carrière internationale
Il a représenté l'URSS à 79 reprises (16 buts) sur une période de six ans de 1959 à 1967. Il a remporté l'or aux Jeux olympiques de 1964. Il a participé à quatre éditions des championnats du monde pour autant de médailles d'or.

## Trophées et honneurs personnels
URSS
- 1963, 1964, 1965 : élu dans l'équipe d'étoiles.

Championnat du monde
- 1964 : élu meilleur défenseur.

## Statistiques
Pour les significations des abréviations, voir Statistiques du hockey sur glace.

### En équipe nationale
| Année | Équipe | Compétition |   | PJ | B | A | Pts | Pun           |  | Résultat |
| 1963  | URSS   | CM          | 7 | 4  | 0 | 4 | 4   | Médaille d'or |  |          |
| 1964  | URSS   | CM & JO     | 8 | 6  | 1 | 7 | 6   | Médaille d'or |  |          |
| 1965  | URSS   | CM          | 7 | 2  | 3 | 5 | 6   | Médaille d'or |  |          |
| 1967  | URSS   | CM          | 7 | 3  | 0 | 3 | 16  | Médaille d'or |  |          |